# Planet 51
Planet 51 és una pel·lícula d'animació de 2009, dirigida per Jorge Blanco amb la co-direcció de Javier Adad i Marcos Martínez. Està produïda per l'empresa espanyola Ilion Animation Studios i la britànica HandMade Films, i distribuïda per Sony Pictures a través de TriStar Pictures.
La pel·lícula fou titulada originalment Planet One, però es va haver de canviar de nom a Planet 51, ja que tots els "Planets" de l'1 al 50 eren marques ja registrades. A data de l'estrena, era la pel·lícula més cara que s'havia produït a l'estat espanyol. La versió en català sortí el 27 de novembre d'aquell any per a vint-i-set sales cinematogràfiques, 25 de les quals a Catalunya, una a Mallorca i una a Andorra.

## Argument
Planet 51 és la història d'una família d'extraterrestres que viu tranquil·lament en el seu planeta fins a l'arribada del que per a ells és un alienígena: un home. El Capità Charles "Chuck" Baker, astronauta americà, aterra a Planet 51 pensant que és la primera persona a trepitjar el planeta. Per a la seva sorpresa, descobreix que el planeta està habitat per petites criatures verdes que viuen feliçment en un món omplert de tanques blanques, reminiscència de l'alegre innocència de l'Amèrica dels anys 50, i l'únic temor de les quals és el de ser envaïts per alienígenes... com Chuck! Ajudat pel seu company robot "Rover" i el seu nou amic Lem, Chuck haurà d'obrir-se camí a través de l'enlluernador i desconcertant paisatge del planeta per no convertir-se en una peça permanent del Museu Espacial d'Invasors Alienígenes de Planet 51.

## Repartiment
| Personatge                      | Veu original        | Doblatge al català    |
| ------------------------------- | ------------------- | --------------------- |
| Capità Charles "Chuck" T. Baker | Dwayne Johnson      | Eduard Farelo         |
| Lem                             | Justin Long         | Roger Isasi-Isasmendi |
| Neera                           | Jessica Biel        | Núria Trifol          |
| Skiff                           | Seann William Scott | Lluís Posada          |
| General Grawl                   | Gary Oldman         | Jaume Comas           |
| Professor Kipple                | John Cleese         | Jordi Vila            |
| Eckle                           | Freddie Benedict    | Kai Stroink           |
| Glar                            | Alan Marriott       | Ivan Labanda          |
| Soldat Vesklin                  | Mathew Horne        | Jordi Pons            |
| Soldat Vernkot                  | James Corden        | Ramon Canals          |
| Pare de Lem                     | ???                 | Joaquim Sota          |
| Pare de Neera                   | ???                 | Domènec Farell        |
| Mare de Neera                   | ???                 | Victòria Pagès        |
| Reporter                        | ???                 | Pep Anton Muñoz       |
| Capità                          | ???                 | Jaume Lleal           |
| Professora                      | ???                 | Roser Aldabó          |
| Cap de la Patrulla              | ???                 | Quim Roca             |
| Policia                         | ???                 | Jaume Mallofré        |
| Actriu                          | ???                 | Iris Lago             |

## Premis
- 2010: Goya a la millor pel·lícula d'animació

## Rebuda
- "Encara que no em va entusiasmar, 'Planet 51' és un alegre i elegant film d'animació en gloriós 2-D. (...) Puntuació: ★★½ (sobre 4)."[6]

- "Una bona idea pobrament executada, una animació poc pensada que fins i tot els nens reconeixeran com una insípida broma sobre les convencions de la ciència-ficció (...) no hi ha res divertit, provocador o compromès"[7]